# La Fuente, Hidalgo
La Fuente är en ort i Mexiko.   Den ligger i kommunen Nopala de Villagrán och delstaten Hidalgo, i den sydöstra delen av landet, 100 km nordväst om huvudstaden Mexico City. La Fuente ligger 2 426 meter över havet och antalet invånare är 117.
Terrängen runt La Fuente är huvudsakligen kuperad, men västerut är den platt. Runt La Fuente är det ganska tätbefolkat, med 155 invånare per kvadratkilometer. Närmaste större samhälle är Nopala de Villagran, 2,6 km nordväst om La Fuente. I omgivningarna runt La Fuente växer huvudsakligen savannskog.